# Pantomima per un'altra volta
Pantomima per un'altra volta (Féerie pour une autre fois) è un romanzo dello scrittore francese Louis-Ferdinand Céline e pubblicato per la prima volta da Gallimard nel 1952; è contemporaneo nella stesura al suo seguito diretto, Normance (denominati inizialmente dall'autore Féerie I e II).
L'opera è stata intesa come un libro di memorie romanzate, tanto quanto un'autodifesa alle accuse rivoltegli di essere stato un collaboratore della Germania nazista.

## Genesi
La scrittura del libro inizia nel contesto della detenzione di Céline in Danimarca tra il 1945-47; dopo l'amnistia, al suo ritorno in Francia nella primavera del 1951, torna alla composizione delle versioni finali di entrambe le parti (Féerie I e II) e decide di pubblicare il primo volume.
Questo è il primo lavoro di Céline pubblicato dopo che Gaston Gallimard ebbe fatto tutto il possibile per portare lo scrittore alla propria casa editrice, comprando le Éditions Denoël che erano state il primo editore dell'autore.  

## Trama
Céline racconta due passaggi importanti della propria vita: gli ultimi mesi nel suo appartamento di Parigi in Rue Girardon a Montmartre dove lavora come medico (prima di andare in esilio, prima in Germania e poi in Danimarca dove sarà arrestato); ed il periodo della sua carcerazione immediatamente successiva alla fine della seconda guerra mondiale.
Viene raccontata un'esperienza durante quello che sembra essere un ipotetico bombardamento di una zona della capitale danese da parte degli alleati nei giorni immediatamente successivi allo sbarco in Normandia.
In prigione sfoga tutta la propria rabbia, sentendosi del tutto abbandonato e tradito: scrivere un nuovo libro è una sfida, trovandosi sotto la costante minaccia di estradizione in patria per esser processato come collaborazionista. Per cercare di difendersi e giustificarsi ha solamente la sua penna ed il suo stile unico.
La narrazione è inframmezzata da episodi grotteschi al limite del carnevalesco; fantasmi, sogni, deliri ed ossessioni appaiono e scompaiono per poi riapparire nuovamente, intersecandosi così col particolare stile musicale di Céline, in un mondo ove la nuda realtà viene costantemente sottomessa alla fantasia dell'autore.

## Edizioni

### Edizioni francesi
- Féerie pour une autre fois, Paris: Gallimard, 1952.
- Féerie pour une autre fois, in Œuvres, vol. 3, a cura di Jean A. Ducourneau, prefazione di Marcel Aymé, Paris: Balland, 1967
- Féerie pour une autre fois, in Œuvres, vol. 6, a cura di Frédéric Vitoux, Paris: Éditions du Club de l'honnête homme, 1981
- Féerie pour une autre fois, prefazione di Henri Godard, Paris: Gallimard (Folio n. 2737), 1992 ISBN 978-2-07-039331-2
- Feriee pour une autre fois I, in Romans, vol. 4, Paris: Gallimard (Bibliothèque de la Pléiade n. 403), 1993 ISBN 978-2-07-011336-1
- Maudits soupirs pour une autre fois (prima versione di Féerie pour une autre fois), a cura di Henri Godard, Paris: Gallimard, 2007 ISBN 978-2-07-078475-2

### Edizioni italiane
- Pantomima per un'altra volta, trad. e saggio conclusivo di Giuseppe Guglielmi, Collana Supercoralli, Torino, Einaudi, 1987, ISBN 88-06-59618-7 Collana ET Scrittori, Torino, Einaudi, 2011, ISBN 978-88-06-19755-1.
- Pantomima per un'altra volta. Normance, traduzione di Giuseppe Guglielmi, Prefazione di Massimo Raffaeli, Collana Letture, Torino, Einaudi, 2020, ISBN 978-88-06-24495-8.